# Hrabstwo Rawlins

Piramida wieku hrabstwa

Hrabstwo Rawlins – hrabstwo położone w USA w stanie Kansas z siedzibą w mieście Atwood. Założone 20 marca 1873 roku.

## Miasta
- Atwood
- McDonald
- Herndon

## Sąsiednie Hrabstwa
- Hrabstwo Hitchcock
- Hrabstwo Red Willow
- Hrabstwo Decatur
- Hrabstwo Thomas
- Hrabstwo Sherman
- Hrabstwo Cheyenne
- Hrabstwo Dundy